# Iglesia de San Casimiro (Varsovia)
La iglesia de San Casimiro está situada en la plaza de la Nueva Ciudad de Varsovia, rodeada por el monasterio y pertenecientes a la  Congregación de Hermanas Benedictinas de la Adoración Perpetua del Santísimo Sacramento es considerado uno de los objetos arquitectónicos más valiosos y originales, debido a su cruz griega, de Varsovia.

## Historia
La responsable de la construcción de la Iglesia, y posteriormente del monasterio, fue la reina consorte María Kazimiera Sobieska. Decidió establecer estos edificios como símbolo de la victoria de su marido, el rey Juan III Sobieski en Viena.

### SigloXVII

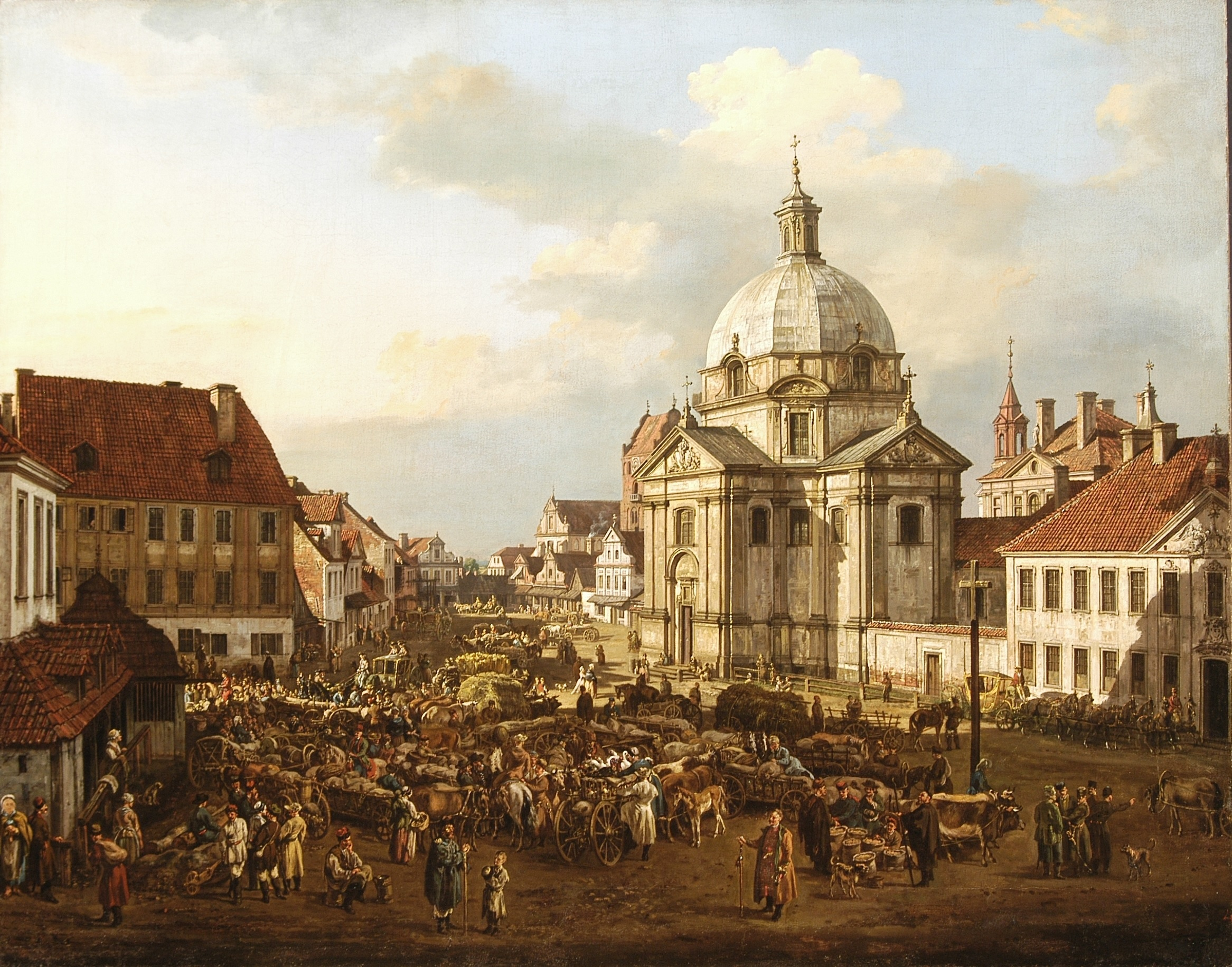
Bellotto New Town Market Square

La construcción de la iglesia se encargó al famoso diseñador real Tylman Gamerski, arquitecto e ingeniero neerlandés, y se inició hacia los años 1683 a 1684. María Kazimiera Sobiesca adquirió la dependencia de Wyszogrodzki Adam Kotowskie en la Ciudad Nueva. En 1688 adquiriría el resto de la propiedad planificando la construcción de un monasterio. La reina francesa traería de Francia a la Congregación de Hermanas Benedictinas de la Adoración Perpetua del Santísimo Sacramento, conocida como Sankramentkami, para residir y regentar el monasterio. Este se situó en un gran jardín a orillas del río Vístula. A día de hoy estos edificios están considerados como unas de las mayores obras del arquitecto, Tylman de Gameren.
El templo, barroco, está compuesto por un cuerpo principal, que tiene una planta octogonal, y cuatro brazos, que forman una cruz, de la misma longitud; uno de ellos está conectado con el edificio del convento. Los murales que había en el interior del edificio fueron realizados por el arquitecto de la corte del rey Juan III, Augustyn Locci. En el año 1692 Locci,  cubrió la iglesia con una cúpula en la cual incluso las monjas ayudaron a su finalización. En la década de 1690 el templo en bruto estaba prácticamente listo, pero la muerte del rey Juan III Sobieski, el viaje a Francia que realizó María Kazimiera y el despoblamiento de Varsovia debido a la plaga del siglo XVIII, lamentando la muerte de casi la totalidad del servicio del monasterio, retrasaron la consagración del templo hasta 1715.

### SigloXVIII

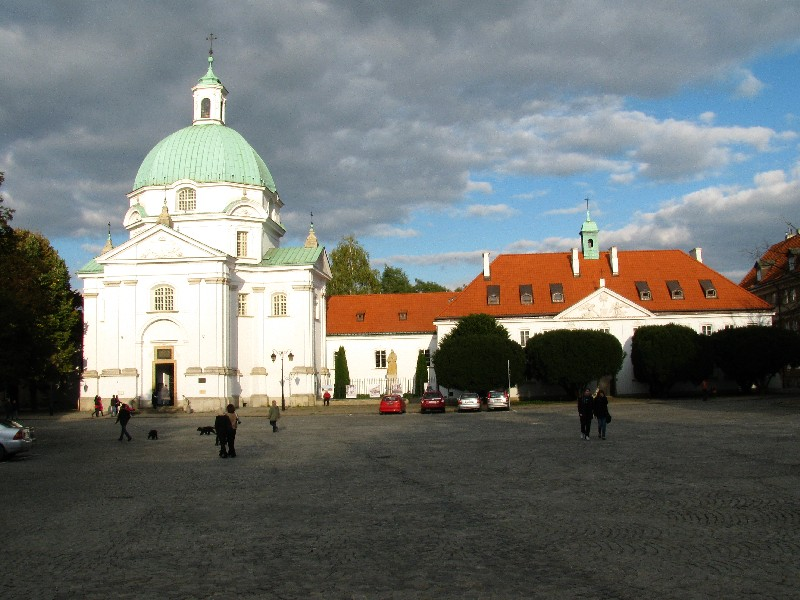
Vista de la iglesia

Afortunadamente la situación mejoró y el monasterio y la iglesia pasan a ser cuidados por los más altos dignatarios de la iglesia y el Estado, recibiendo así generosas donaciones y estatuas, enriqueciendo enormemente el monasterio en ese momento.
Fue entonces, en 1715 cuando la iglesia y el altar de Tylman de Gameren fueron consagrados. De los años 1718 a 1721, Michael Kazimierz Radziwill introdujo unos altares ilusionistas de Santo Casimiro y la Vigen María. En 1718 se incorpora un púlpito de adornos pertenecientes al barroco tardío, taza con forma de flor, con dosel y el ojo de la providencia. En los años 1745-1748 se incorporó un órgano a la iglesia. En 1752 nuevas campanas se colocaron en el campanario sustituyendo a los viejos y agrietados. En la mitad del siglo XVIII fue enriquecida con dos valiosas lápidas de pared: María Carolina Sobieski, duquesa de Bouillon, y María Josepha de Wessel Sobieska. En 1769 se sustituyó el antiguo tabernáculo de madera del siglo XVII, por el nuevo de mármol con adornos en plata y cubierto por los lados con cuatro figuras de ángeles.
En 1740 se construyó en la fachada oriental de la Ciudad Nueva, otro edificio tardío del monasterio fundado por el gobernador Novgorod, Mikolaj Radziwill Faustina. Se llevó a cabo probablemente por la unión de su hija Ana Catalina a la Orden del Santo Sacramento, en 1743. El arquitecto que la realizó fue Antonio Solari, cerrando así todo el frente oriental.
Como se puede apreciar este siglo fue un siglo de plenitud para el conjunto eclesiástico, que consistió en el mantenimiento y mejora del mismo.
Siglo XIX
En el año 1794, por orden de Kosciuszko Uprising, se llevó a cabo una campaña nacional de requisa de la plata eclesiástica, por lo que el monasterio tuvo que deshacerse de muchas de sus piezas, un total de 412 de plata fina. A pesar de ello el Estado también requisó otros metales preciosos, entre ellos la cubierta de la cúpula de lámina de cobre quedando expuesta a las condiciones climáticas exteriores.
En 1851, con el consentimiento expreso del zar Nicolás I, se renueva la iglesia del Santo Sacramento. Renovando valiosos murales y la cúpula.
En el año 1855, un rayo alcanza la linterna de la cúpula destruyéndola por completo y dañando el interior de la iglesia. Fueron dañadas la pared de la capilla y el altar. Así se produjo el ennegrecimiento de valiosos murales. Debido a la falta de fondos y la difícil situación política, los daños producidos en esta ocasión se arreglarían 20 años después. En 1871, gracias a los esfuerzos que se realizaron en el monasterio, recibieron un fondo gubernamental para la renovación interior de la iglesia, restaurando así el altar y l tabernáculo. En los años 1882-1884 fueron enyesadas las elevaciones exteriores y se renovó la cúpula faro. Este trabajo fue dirigido por el arquitecto Wladyslaw Kosmowski.
Al final de siglo el monasterio cayó en decadencia.

### SigloXX

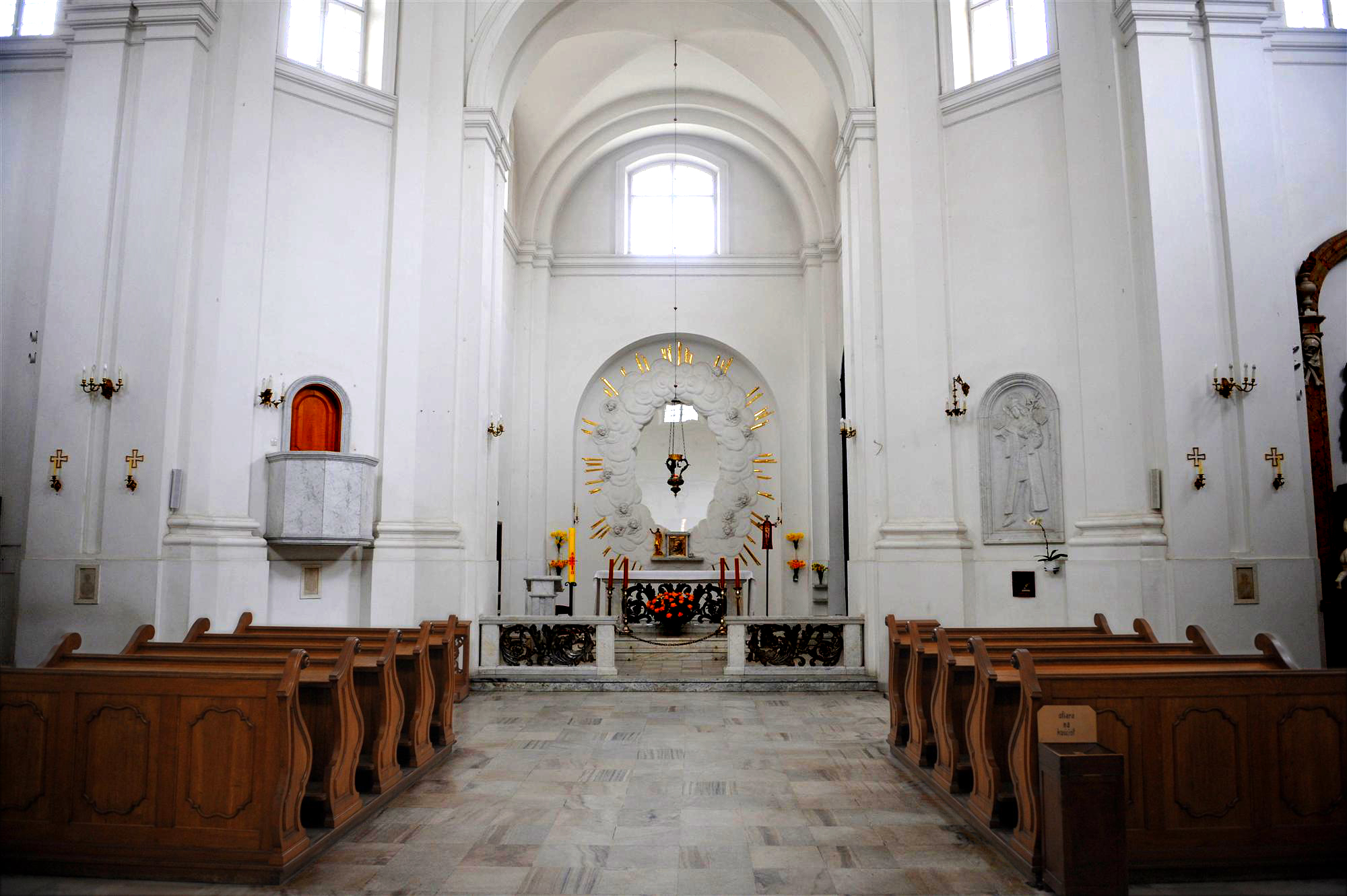
Interior de la iglesia

En 1905, bajo el mandato de Nicolás II y su tolerancia, la opresión religiosa disminuyó, por lo que se permitió que después de 40 años el sakramentkom permitió reabrir el noviciado. Esta vez con 12 monjas jóvenes, con alrededor de 67 años. En 1909 la iglesia recibe un nuevo órgano.
En agosto de 1917, Varsovia fue ocupada por las tropas alemanas, y para el conjunto eclesiástico de Sacramento llegaron tiempos difíciles. Debido a los pagos a las tropas invasoras, comenzaron a vender pinturas, pianos y lámparas de araña de la iglesia. Igual que el uso de valiosas piezas de madera para el funcionamiento de los hornos. Los alemanes en varias ocasiones retiraron tubos del órgano recién adquirido, unos meses más tarde también tomaron las campanas. En este período se intentó renovar en interior del templo gracias al Obispo de Varsovia Kazimierz Ruszkiewicz, así como la implantación de la instalación eléctrica.
En la década de 1920 el monasterio requirió una reparación inmediata debido a su mal estado. En 1924, las autoridades polacas reinstauran el pago de los salarios a las monjas, ello y la realización de bordados litúrgicos fueron el pilar monetario de la congregación. Después de recibir fodos del gobierno en 1925, Sacramento realizó una amplia renovación de todo el monasterio y comenzó unas reformas importantes de la iglesia. Recibiendo así una nueva chapa de cobre para la cúpula por Roman Dabrowski, los trabajos se completarían en 1936.
En 1939 los bombardeos se producen en la Nueva Ciudad. El holocausto tuvo lugar en 1944. El monasterio y más tarde la iglesia de Casimiro, se convirtieron en un refugio. Según la estricta orden papal y regla del monasterio, este permaneció operativo con el fin de tratar salvar vidas humanas. Éste se convirtió en un hospital, idea que resultó nefasta por encontrarse bajo las lanzaderas de fuego situadas a las afueras de Praga, por lo que se convirtió rápidamente en escombros. Los heridos fueron trasladados al interior de la iglesia. Al abandonar el monasterio se vieron obligados a encontrar refugio cerca de mil personas en el sótano abovedado de la iglesia. El 31 de agosto de 1944 fueron lanzadas bombas a la cúpula del templo, la cual no resistió y esta fue derrumbada igual que las bóvedas subterráneas de la iglesia, sepultando así cerca de mil civiles, 35 monjas y 4 sacerdotes.
En 1945 se estimó que el 80% de la iglesia y el monasterio habían sido derruidos. Antes de retirar los escombros y comenzar con la reconstrucción, se realizó un inventario minucioso de los fragmentos arquitectónicos sobrevivientes. Resultó completamente destruida la parte del presbiterio, el lado norte, la parte nororiental y la cúpula. En el interior se conservaron la escalera de caracol que conduce desde el sótano hasta el coro destruido y partes de la articulación interior. Se perdieron incalculables objetos como frescos, altares, tumbas, las pinturas del altar, candelabros, relojes, así como una parte muy significativa de la tesorería de la iglesia. Sobrevivió una reja de hierro del siglo XVIII que separa el presbiterio desde el coro. Así como la lápida de María Carolina de Buillon y el gran lienzo del presbiterio. Los edificios del monasterio se encontraban en un estado de total deterioro.
En 1945, gracias al gran y preciso inventario de medición, y a los esquemas del arquitecto original Tylman de Gameren conservados en la Biblioteca Universitaria fue posible la reconstrucción del monasterio y la iglesia. El primer proyecto de reconstrucción se realizó hasta 1945, realizado por Maria Zachwatowicz. Este trabajo se centró más en la reconstrucción del palacio Kotowski en la forma original, edificio anterior al monasterio y su adaptación a los monjes. El segundo proyecto consistió en la reconstrucción del palacio ya en su forma final, que Tylman le había dado en el siglo XVII. El tercer proyecto se basa en la obra de María Zachwatowicz, lo realizó sor Michaela Walicka, arquitecta. Este proyecto fue aprobado en 1951 pero no se pudo aplicar debido a la pérdida de la documentación del registro de monumentos demolidos. Finalmente comprendió la remodelación de la iglesia que María Zachwatiwicz realizó en el período de 1948-1952 y se llevó a cabo. Las paredes recibieron inyecciones de cemento armado, otras fueron demoliadas y construidas de nuevo. Hasta 1951 se reforzaron techos y bóvedas, la cual se realizó en este año en ladrillo dando el aspecto original del templo. Ésta se recubrió con una plancha de hierro, la cual pronto empezó a oxidarse, por lo que en la actualidad y financiado por la orden religiosa está cubierta por una lámina de cobre. En 1952 se comenzó el enlucido interior y exterior. La iglesia y el edificio del monasterio fueron reconstruidos con fondos estatales en este período, los trabajos interiores del templo los realizó la orden religiosa, como los altares principales a los brazos de la iglesia realizados por Michael Walicka. En 1961, Antoni Szymanowski reconstruyó la tumba de María Carolina de Bouillon. En el brazo izquierdo aún podemos encontrar fragmentos de la decoración escultórica del púlpito.
También se ha llevado a cabo la restauración del monasterio, el diseñador de la reconstrucción de las alas del lado de la Ciudad Nueva fue el arquitecto Stanislaw Marzynski.